# 芳香族炭化水素

ベンゼンは芳香族炭化水素である

芳香族炭化水素（ほうこうぞくたんかすいそ、英語：aromatic hydrocarbons）あるいはアレーン（arene）は、芳香族性を示す単環（MAH）あるいは複数の環（縮合環）から構成される炭化水素である。略号として AH が使用されることがある。芳香族炭化水素が置換基となった場合の呼称はアリール基（aryl group）であり、Ar− と略される。具体的にはフェニル基、ナフチル基などがアリール基の代表例である。
芳香族化合物（aromatic compounds）と同義に使用されることがあるが、広義の芳香族化合物には複素芳香族化合物も含まれる。
芳香族炭化水素は、一重結合と二重結合が交互に並び、電子が非局在化した6つの炭素原子から成る単環あるいは複数の平面環をユニットとして構成されている。最も構造が単純な芳香族炭化水素はベンゼンであり、ベンゼン環として知られている6つの炭素からなる環状化合物である。
その構造が不明であった遠い昔、強烈な臭気を持つものが多かったので、芳香族炭化水素はそのような名前がつけられた。

## 特性
芳香族炭化水素は以下の特徴を持つ。
1. 閉じた共役系を持つ。
2. 炭素は sp2 混成軌道から成り平面構造をとる。
3. 炭素-水素比が低く、燃やすと煤がでる。
4. 脂肪族炭化水素のように求核置換反応を受けず、親電子置換反応を受ける。

## 多環芳香族炭化水素
アレーンの中で注目されているものに多環芳香族炭化水素 (polycyclic aromatic hydrocarbons, PAH) がある。PAHは多核芳香族炭化水素 (polynuclear aromatic hydrocarbons) とも呼ばれる。これらは1つあるいはそれ以上の芳香環が縮合している。もっとも単純な構造の多環芳香族炭化水素としてナフタレンおよびアズレンがある。ちなみにペンタレンは一見芳香族性がありそうだが、芳香族ではない。
3つかそれ以上の環を持つ PAH は水に溶けにくく、蒸気圧も低い。分子量が増すにつれて、水への溶解度も蒸気圧も減少する。それに比べて、2環性の PAHは水溶性や蒸気圧は増加している。このような特性を持つため、水や大気よりも土壌や堆積物で主に発見される。しかし粒子状物質に分散したPAHは水や大気でも見出される。
分子量が増えるにつれPAHの発癌性は増大し、急性毒性は減少する。PAH の1つであるベンゾピレンは最初に発見された発癌性化合物である。
ナフタレン (naphthalene, C10H8) は1辺で接した平面を共有する2つの六員環で構成されている炭化水素であるが、いくつかの点で真の PAH では無く、二環性芳香族炭化水素であるとされている。ナフタレンの臭気は防虫剤としてよく知られている。
他の PAH としてアントラセン、クリセン、ピレン、コロネン、ケクレンなどがある。
発癌性と催奇形性で有名な PAH には以下のようなものがある。
- ベンゾ[a]アントラセン、クリセン (C18H12)
- ベンゾ[b]フルオラセン、ベンゾ[j]フルオラセン、ベンゾ[k]フルオラセン、ベンゾ[a]ピレン (C20H12 C20H12)
- インデノ[1,2,3-cd]ピレン (C22H12)
- ジベンゾ[a,h]アントラセン (C20H14)